# Harald och Sonja
Harald och Sonja (norska: Harald og Sonja) är en norsk historisk och biografisk dramaserie som hade premiär på Prime Video den 14 februari 2025. Serien är regisserad av Vibeke Idsøe som även skrivit seriens manus.

## Handling
Serien handlar om hur Norges kung Harald och drottning Sonja kämpade i nio långa år för sin kärlek till varandra. Serien skildrar hur de träffades och höll det omöjliga förhållandet vid liv. En kronprins som gifte sig med någon som inte är av kunglig börd skulle skicka chockvågor genom den politiska ledningen. Det var stort motstånd från folket, pressen, regeringen och kung Olav.

## Rollista (i urval)
- Anders Baasmo – kung Olav
- Anneke von der Lippe – Dagny Haraldsen
- Gina Bernhoft Gørvell – Sonja Haraldsen
- Sindre Strand Offerdal – Kronprins Harald
- Magnus Kjørrefjord